# راي رووي
راي رووي (بالإسبانية: Ray Rowe)‏ هو لاعب كرة قدم أمريكية إسباني، ولد في 28 يوليو 1969 في روتا في إسبانيا.

## وصلات خارجية
- راي رووي على موقع مرجع كرة القدم المحترفة.كوم (الإنجليزية)